# Ulsted
Ulsted is een plaats in de Deense regio Noord-Jutland, gemeente Aalborg, en telt 1016 inwoners (2007).

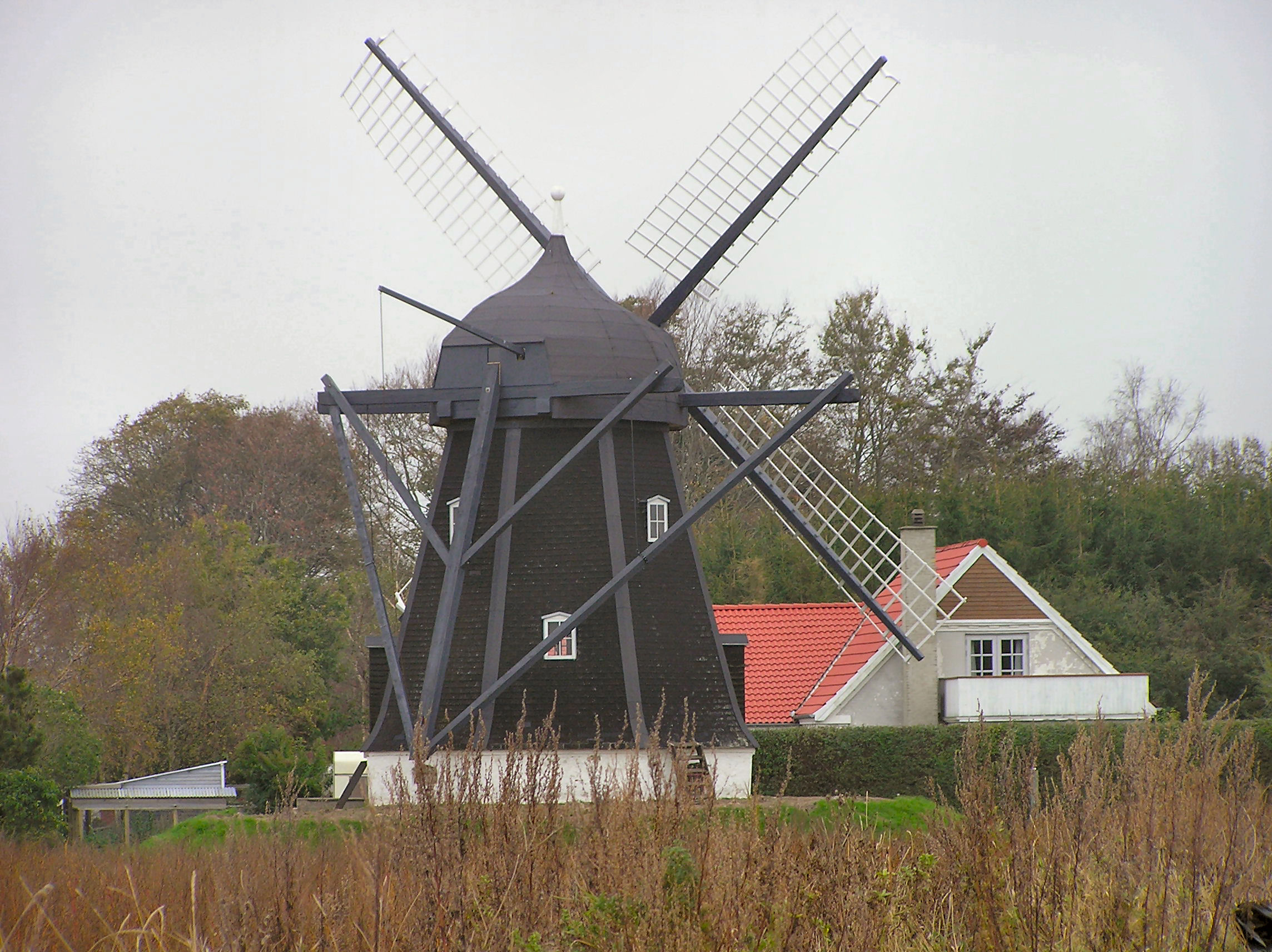
Molen van Ulsted